# William Fraser Tolmie
William Fraser Tolmie, noto col soprannome di Dr. Tolmie (Inverness, 3 febbraio 1812 – Victoria, 8 dicembre 1886), è stato un chirurgo, commerciante di pellicce, scienziato e politico scozzese.
Nato ad Inverness, in Scozia, nel 1812, si trasferì nel 1833 nella Regione del Pacific Northwest al servizio della Compagnia della Baia di Hudson (HBC). Servì la compagnia per due anni, nel periodo 1832-33, a Fort McLoughlin. Nel 1855 venne eletto agente capo di Fort Nisqually, una stazione della Compagnia della Baia di Hudson posta all'estremità meridionale del Puget Sound. Rimase a Nisqually dal 1843 al 1859. Nel 1859 si trasferì a Victoria, nella Columbia Britannica, dove continuò a servire la Compagnia e iniziò a dedicarsi alla politica.
Scrisse varie opere, tra cui Comparative Vocabulary of the Indian Tribes of British Columbia (1884) e numerosi diari, che furono pubblicati nel 1963 con il titolo The Journals of William Fraser Tolmie.